# Studebaker Light Four
La Studebaker Light Four è un'autovettura costruita dalla casa automobilistica statunitense Studebaker dal 1918 al 1919.
Il progetto era ufficialmente chiamato Model SH Series 19, ed era disponibile nelle versioni torpedo, berlina e roadster.

## Profilo e contesto
La Light Four nacque su un telaio di 2800 mm di passo e fu mossa da un motore Studebaker in linea a quattro cilindri, erogante 40 bhp di potenza a 2000 giri al minuto.
La Light Four fu tolta di produzione negli anni venti, quando la Studebaker basò la propria gamma unicamente su motori a sei cilindri.
Per il basso numero di esemplari prodotti, la Light Four è considerata un modello raro e da collezione.